# Skanstullsbron
Skanstullsbron est un pont routier et de tramway entre Inre staden et Söderort à Stockholm en Suède. 

## Description
Le pont de Skanstull enjambe l'ancien pont de Skansbron, il relie l'île principale de Södermalm au quartier sud de Johanneshov.
Skanstullsbron relie Götgatan de Södermalm à Skanstull et Gullmarsplan dans le quartier de Johanneshov.
La première proposition de pont surélevé enjambant le canal Hammarbykanalen a été produite en 1921, avant que les travaux sur le pont inférieur de Skansbron ne commencent en 1923.
La proposition a été privilégiée pour résoudre la charge de trafic croissante de la zone au cours des années 1920 et 1930 et a été approuvé par le conseil municipal en 1939.
La Seconde Guerre mondiale a entraîné une pénurie de financement et de matériel, mais les travaux ont commencé en 1944.
La section ferroviaire du pont a été ouverte à la circulation le 3 septembre 1946. Au cours des premières années, il a été desservi par des tramways jusqu'au début du trafic des rames du métro de Stockholm le 1er octobre 1950. Le pont routier parallèle a été ouvert un peu plus d'un an plus tard, le 28 septembre 1947.
Le nom dérive de la redoute, une fortification construite dans les années 1640 et qui s'appelait Söder Scantz sur la carte de Petrus Tillaeus de 1733. La redoute a disparu lorsque le Hammarbyleden a été construit au milieu des années 1920. L'ancien nom du Skansbron adjacent était Skanstullsbron. En 1984, un autre pont élevé a été inauguré au-dessus de Hammarbyslussen.
À l'ouest de Skanstullsbron, le Johanneshovsbron a été ouvert à la circulation.
Le Skanstullsbron est un double viaduc en béton, doté d'un pont pour les véhicules et les piétons, et d'un autre pour le métro. Sa longueur totale est de 574 mètres, dont 403 mètres sont constitués des 16 travées du pont à poutre sud. Les trois travées centrales, de 118, 112 et 106 mètres de long, offrent une hauteur libre maximale de 32 mètres et une vue panoramique sur la ville environnante.
Le pont a été conçu par l'architecte David Dahl.
Sous le pont, du côté nord, se trouve une discothèque qui a également accueilli une exposition d'art en 2012 et 2013.

## Galerie

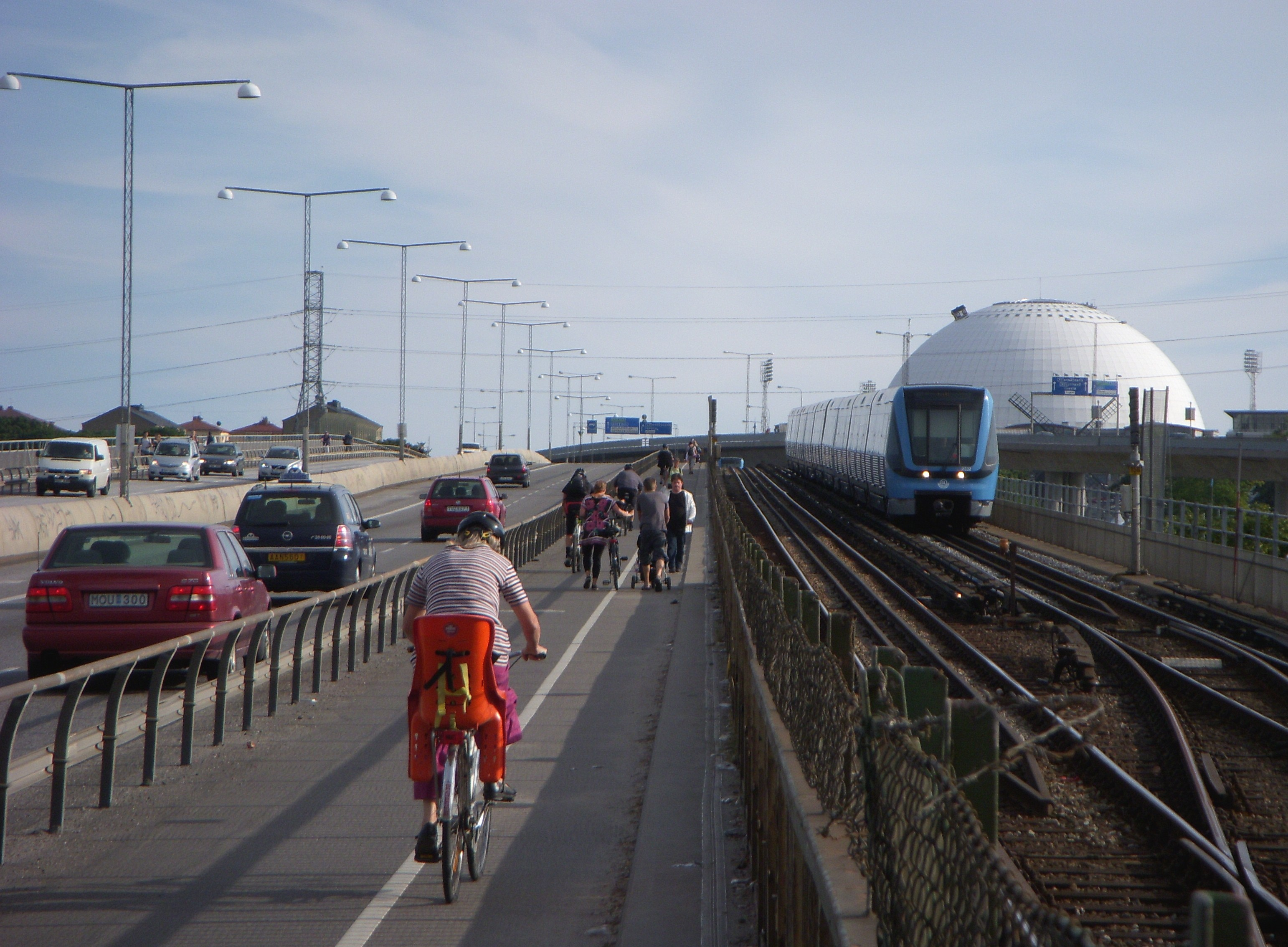
Sur le pont, vue vers le sud avec Globen au fond.
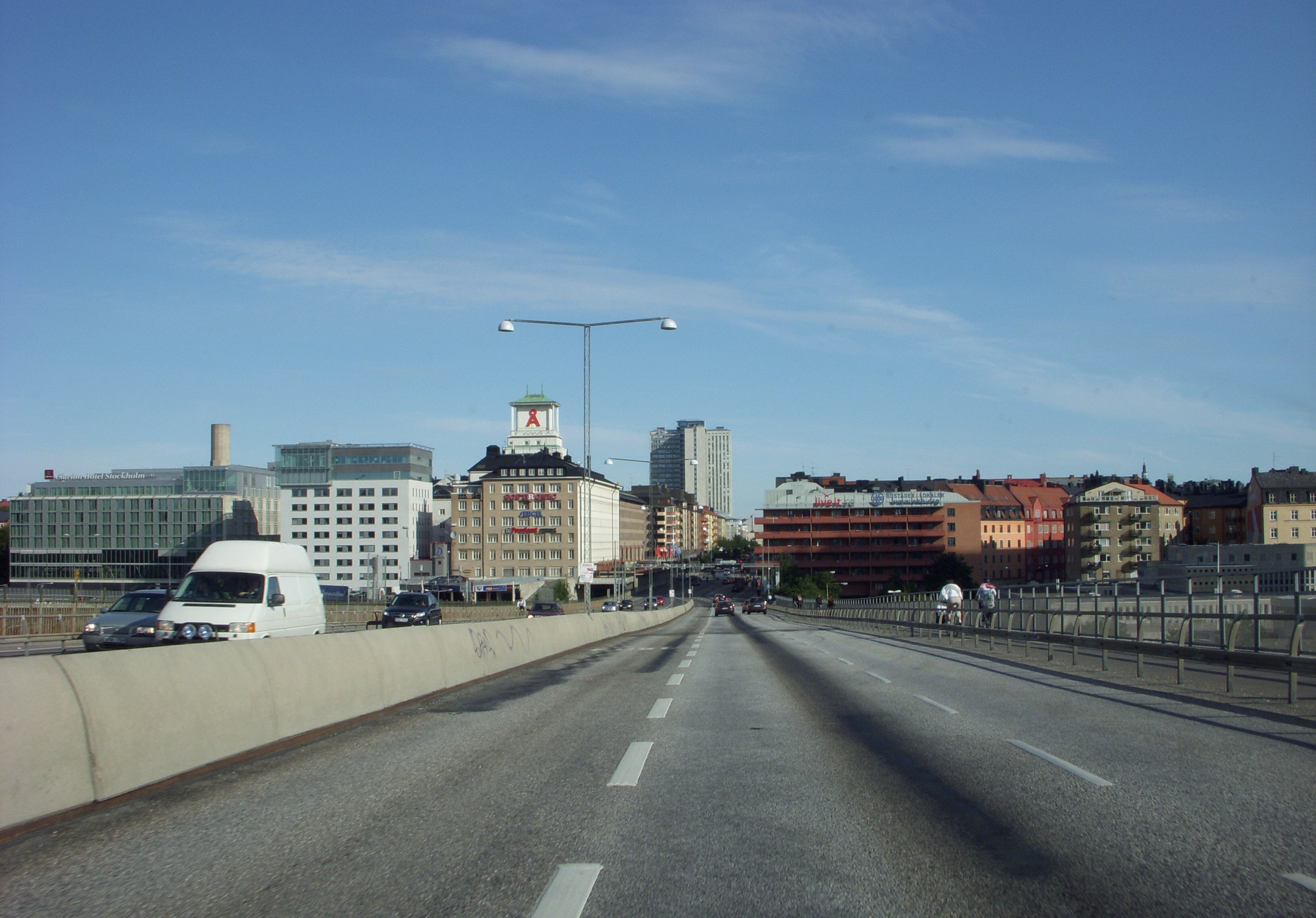
Sur le pont, vue vers le sud avec Skatteskrapan au fond.
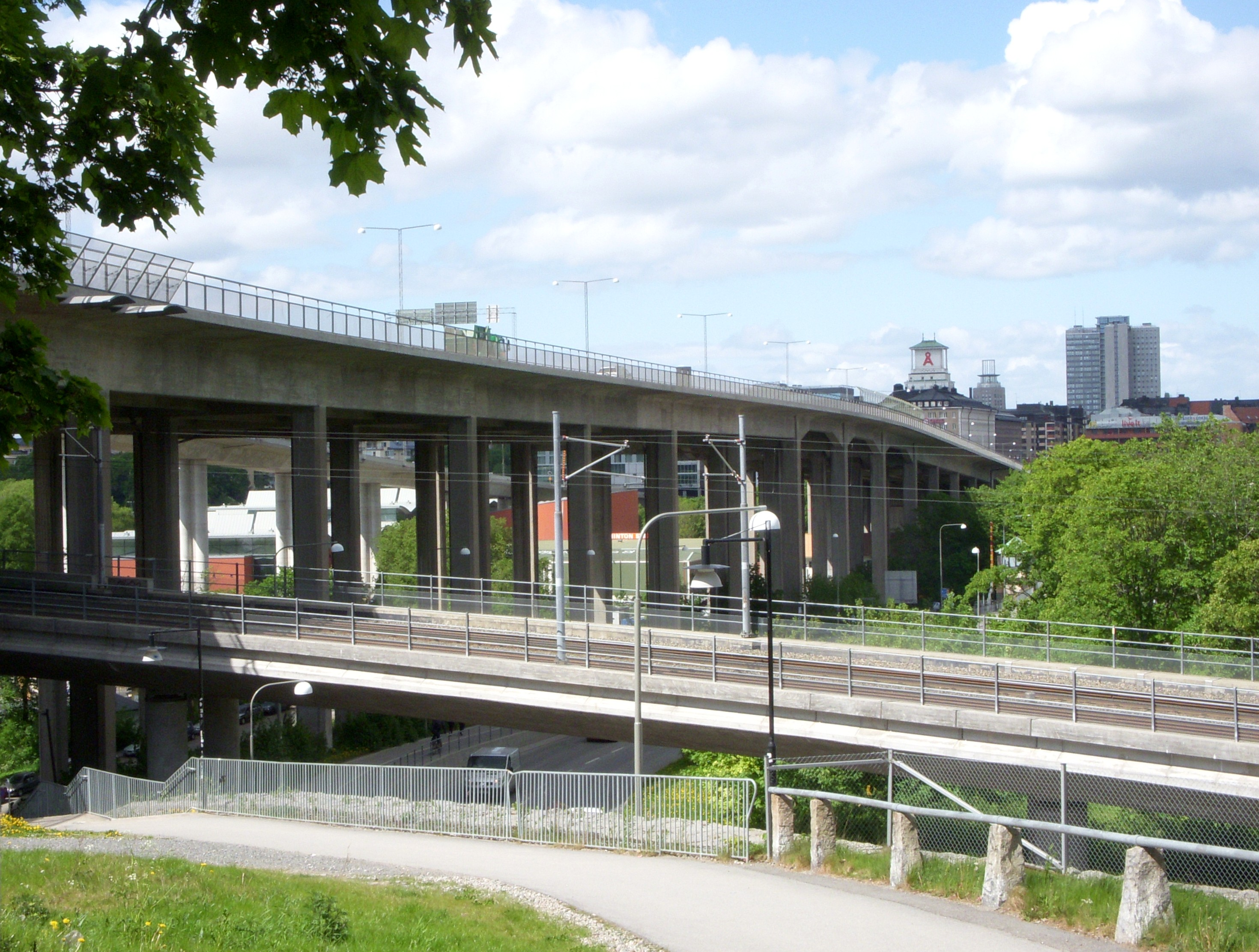
Le côté est du pont avec Åhléns Skanstull en arrière plan.
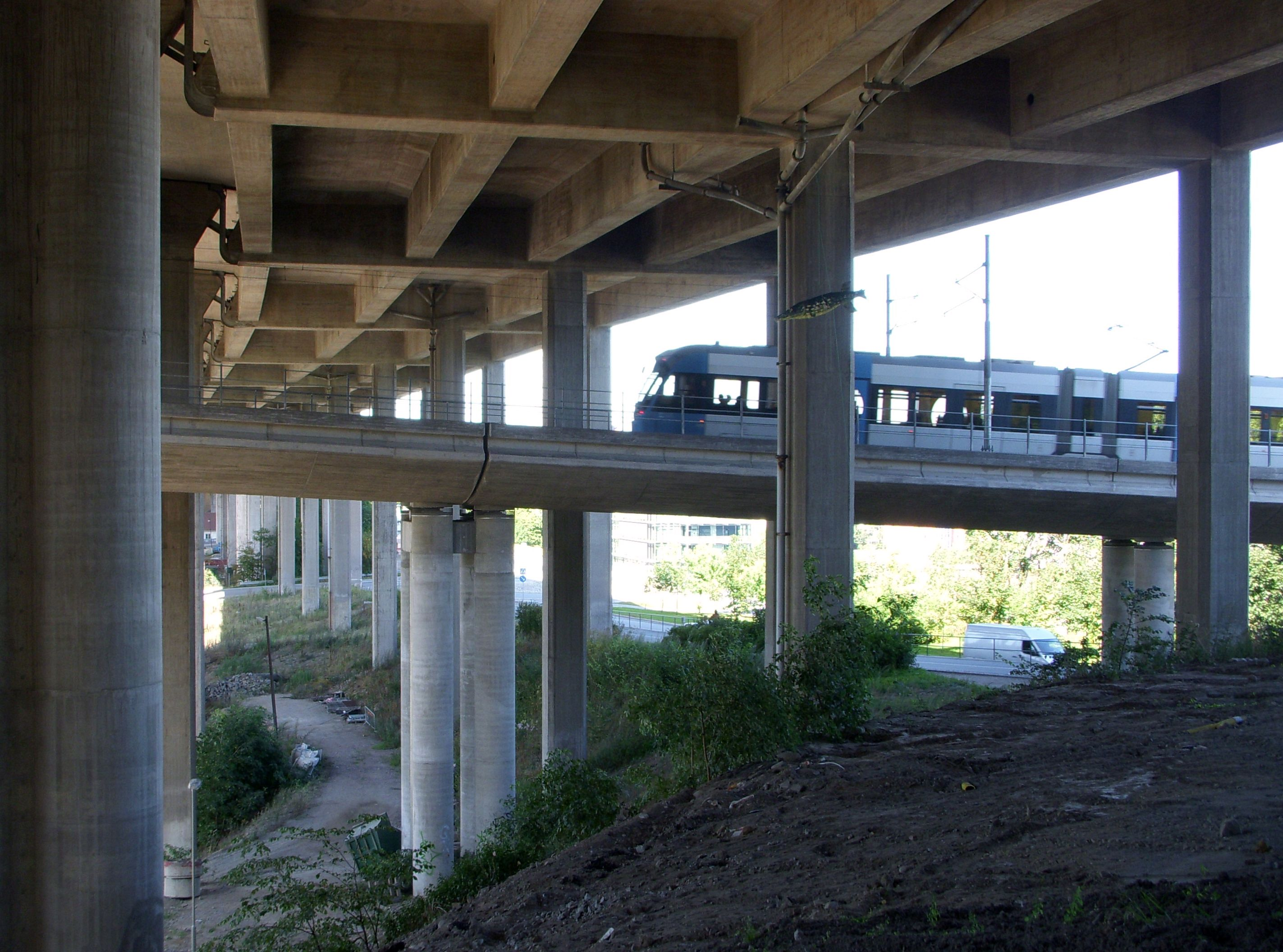
Sous le Skanstullsbron, une rame du Tvärbanan sur le Fredriksdalsbron.